# أحمد فائز البرزنجي
أحمد فائز البرزنجي (1842 - 1918م) هو العلاّمة الفقيه والقاضي الكردي.

## نسبه
أحمد فائز بن السيد محمود بن السيد أحمد بن عبد الصمد الشهر زوري الكردي من سادات البرزنجية في السليمانية.

## الولادة والنشأة
ولد في قرية كلزرده القريبة من مدينة السليمانية سنة 1258 هـ/ 1842م، ونشأ في عائلة علمية فهو سبط العالم الديني الشيخ معروف النودهي ووالده أحد علماء الكرد.

## دراسته
درس مبادئ علوم الدين في سن السادسة من عمره عند والده، ثم ترك قرية (كلزرده) متوجهاً إلى السليمانية فدرس هناك قواعد اللغة العربية وآدابها لدى العالم الديني محمد غالب، ثم تلقى علمي الكلام والعروض عند العالم والاديب مصطفى البرزنجي، ودرس كتاب (شرح الهداية في الحكمة)، لدى العالم الملا أحمد النودشي، ودرس علم البيان والمعاني عند الملا أحمد البير حسني المشهور بـ(ملا جاومار)، ثم اكمل مرحلته الأخيرة من تحصيله العلمي بتلقي دروس من (أصول الفقه) و(الحديث) و(تفسير البيضاوي) لدى خاله العلامة كاك أحمد الشيخ، فنال منه الإجازة العلمية وأصبح عالماً دينياً وفقيهاً متضلعاً في جميع العلوم النقلية والعقلية والأدب.

## وظائفه
عين لأول مرة مدرساً سنة 1861، ثم أصبح فيما بعد قاضياً للشرع في (مركة) ثم نقل إلى كويسنجق سنة 1875، فبقي فيها أكثر من سنتين يحكم بالعدل في قضايا الشرع، ثم نقل إلى قره داغ وبعد سنة نقل إلى الكوت والناصرية في ولايتي بغداد والبصرة، ثم نقل إلى درسيم وأورفة وذهب إلى عاصمة الدولة العثمانية (الآستانة) سنة 1890 ومكث فيها ثلاث سنوات حيث عين قاضياً لولاية قسطموني سنة 1893، وبعد سنتين نقل قاضياً لمدينة الموصل سنة 1895 فشغل ذلك المنصب عدة سنوات فألف كتابه الشهير (كنز اللسن)، ثم عاد إلى الآستانة ليعين عضواً في مجلس المعارف العثماني الأعلى إلى أن احيل على التقاعد لبلوغه سن الثالثة والستين.

## وفاته
ظل مقيمًا في الآستانة إلى أن وافته المنية سنة 1918 عن عمر ناهز السادسة والسبعين.

## مؤلفاته
- كنز اللسن المكنوز.[10][11]
- كتاب أبهى القلائد في تلخيص أنفس الفوائد.[12]